# John Charles
William John Charles (Swansea, 27 dicembre 1931 – Wakefield, 21 febbraio 2004) è stato un calciatore, allenatore di calcio e cantante gallese, di ruolo attaccante.
Considerato uno dei migliori calciatori gallesi nonché britannici della storia, venne soprannominato King John e, durante la sua militanza nella Juventus, Gigante Buono per la sua statura e la sua correttezza in campo, tanto che non venne mai ammonito o espulso in tutta la sua carriera. Charles fece parte, insieme a Giampiero Boniperti e Omar Sívori, del cosiddetto Trio Magico, uno dei più prolifici reparti d'attacco della storia della Juventus e del campionato italiano.
Nella sua carriera vinse 3 campionati italiani e 2 coppe nazionali con la maglia della Juventus, con la quale si aggiudicò il titolo di capocannioniere della Serie A e un terzo posto nella classifica del Pallone d'oro 1959, il maggiore raggiunto da un calciatore gallese. Con la nazionale gallese collezionò 38 presenze e 15 gol, partecipando al Campionato mondiale del 1958.
Nel 2002 diventò il primo calciatore di origine non inglese a essere inserito nella Hall of fame del calcio inglese. Nel 2005, Charles fu scelto dalla FAW come Golden Player, o miglior giocatore dell'ultimo mezzo secolo, nell'ambito delle celebrazioni per il 50º anniversario dell'UEFA.
Anche suo fratello Mel Charles e suo nipote Jeremy Charles rappresentarono la nazionale gallese.

## Caratteristiche tecniche
Pur essendo molto dotato in quanto a tecnica, abile nel liberarsi dalle marcature e nel concludere a rete con entrambi i piedi, Charles era una classica punta d'area di rigore che praticava un gioco semplice e senza fronzoli, bravo a scardinare le retroguardie avversarie e a creare spazi per gli inserimenti dei compagni. La sua imponente mole gli permetteva di eccellere in particolar modo nel gioco aereo, tanto che all'occorrenza venne impiegato con successo anche come difensore centrale aggiunto.

## Carriera

### Giocatore

#### Club

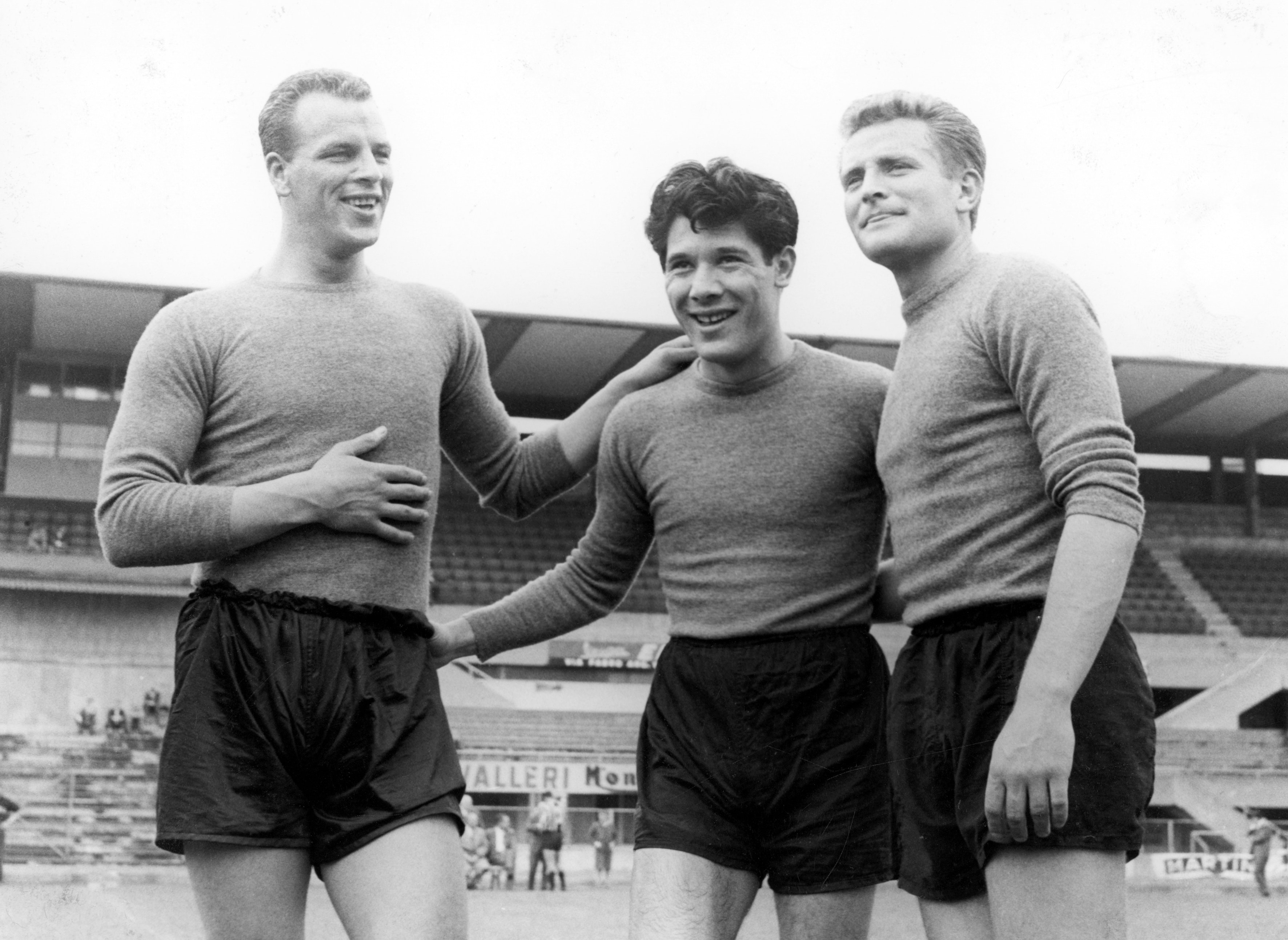
Da sinistra: Charles, Omar Sívori e Giampiero Boniperti al primo allenamento di quello che diverrà il Trio Magico d'attacco della Juventus, 14 giugno 1957.

Charles nacque a Swansea e si unì al Leeds Utd all'età di 17 anni. Per questa squadra segnò 150 gol in otto anni, compresi 42 nella stagione 1953-54.
Nel 1957 Gigi Peronace curò l'acquisto e il passaggio alla squadra italiana della Juventus per l'allora cifra record di 65 000 sterline. Nel suo quinquennio a Torino mise a segno 105 gol in 182 partite, vincendo tre scudetti e due Coppe italia. Si guadagnò il soprannome di "Gigante Buono", sia per la sua statura, sia perché non venne mai ammonito o espulso.
Nonostante il carattere mite che contraddistingueva il gallese, una delle immagini che più viene ricordata è quella dello «schiaffo» rifilato all'intemperante Omar Sívori, allora compagno di reparto, unitamente a Boniperti, nella Juventus. L'argentino, in una sfida interna contro la Sampdoria, rimediò un'espulsione per un brutto fallo e si scagliò contro l'arbitro in preda a una delle sue crisi isteriche; fu allora che John richiamò il compagno e lo colpi sul viso, nel tentativo di calmarlo: Omar nutriva per lui un rispetto terribile, tanto da incassare senza reagire.
Dopo il periodo alla Juventus ritornò a Leeds e giocò anche per la Roma, finendo la sua carriera da giocatore al Cardiff City. In seguito, divenne allenatore dell'Hereford Utd e del Merthyr Tydfil, e direttore tecnico della squadra canadese, l'Hamilton Steelers.

#### Nazionale

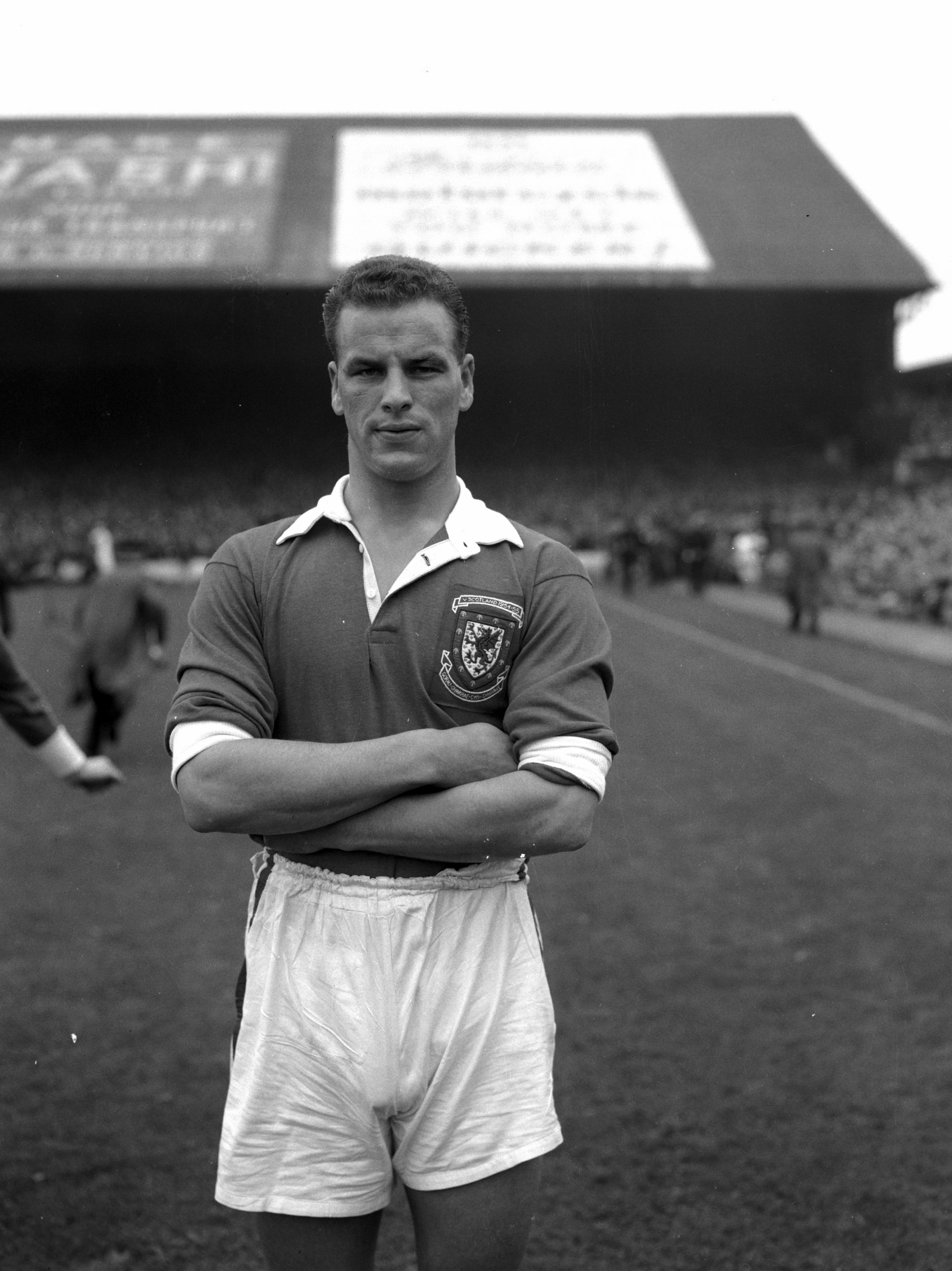
Charles con la nazionale gallese nel 1954, al Ninian Park, prima di una sfida contro la.

John Charles esordì nella nazionale gallese poco dopo aver compiuto i diciotto anni e contribuì all'unica apparizione dei "Dragoni" in un Mondiale, quello di Svezia 1958: in tale occasione, il Galles approdò ai quarti di finale (gara che Charles non giocò), venendo sconfitto per 1-0 dal Brasile, poi vincitore della competizione, con un gol dell'emergente Pelé.

### Dopo il ritiro
Dopo il suo ritiro gestì un pub, il Whitbread New Inn, nello Yorkshire per diversi anni. Fu premiato con un CBE nel 2001 e, fino alla morte seguì con passione le partite casalinghe del Leeds Utd. Nel 2002 diventò il primo calciatore di origine non inglese a essere inserito nella Hall of fame del calcio inglese. Fu nominato vicepresidente della Federazione calcistica gallese (FAW).
Nel gennaio 2004 soffrì di un aneurisma all'aorta addominale e dovette essere sottoposto alla parziale amputazione di un piede. Morì in febbraio a Wakefield, a 72 anni.

## Statistiche

### Presenze e reti nei club
| Stagione            | Squadra             | Campionato          | Campionato | Campionato | Coppe nazionali   | Coppe nazionali | Coppe nazionali | Coppe continentali | Coppe continentali | Coppe continentali | Altre coppe | Altre coppe | Altre coppe | Totale | Totale |
| Stagione            | Squadra             | Comp                | Pres       | Reti       | Comp              | Pres            | Reti            | Comp               | Pres               | Reti               | Comp        | Pres        | Reti        | Pres   | Reti   |
| ------------------- | ------------------- | ------------------- | ---------- | ---------- | ----------------- | --------------- | --------------- | ------------------ | ------------------ | ------------------ | ----------- | ----------- | ----------- | ------ | ------ |
| 1948-1949           | Leeds Utd           | SD                  | 3          | 0          | FACup             | 0               | 0               | -                  | -                  | -                  | -           | -           | -           | 3      | 0      |
| 1949-1950           | Leeds Utd           | SD                  | 42         | 1          | FACup             | 5               | 0               | -                  | -                  | -                  | -           | -           | -           | 47     | 1      |
| 1950-1951           | Leeds Utd           | SD                  | 34         | 3          | FACup             | 2               | 0               | -                  | -                  | -                  | -           | -           | -           | 36     | 3      |
| 1951-1952           | Leeds Utd           | SD                  | 18         | 0          | FACup             | 5               | 0               | -                  | -                  | -                  | -           | -           | -           | 23     | 0      |
| 1952-1953           | Leeds Utd           | SD                  | 40         | 26         | FACup             | 1               | 1               | -                  | -                  | -                  | -           | -           | -           | 41     | 27     |
| 1953-1954           | Leeds Utd           | SD                  | 39         | 42         | FACup             | 2               | 1               | -                  | -                  | -                  | -           | -           | -           | 41     | 43     |
| 1954-1955           | Leeds Utd           | SD                  | 40         | 11         | FACup             | 2               | 1               | -                  | -                  | -                  | -           | -           | -           | 42     | 12     |
| 1955-1956           | Leeds Utd           | SD                  | 41         | 29         | FACup             | 1               | 0               | -                  | -                  | -                  | -           | -           | -           | 42     | 29     |
| 1956-1957           | Leeds Utd           | FD                  | 40         | 38         | FACup             | 1               | 1               | -                  | -                  | -                  | -           | -           | -           | 41     | 39     |
| 1957-1958           | Juventus            | A                   | 34         | 28         | CI                | 4               | 1               | -                  | -                  | -                  | -           | -           | -           | 38     | 29     |
| 1958-1959           | Juventus            | A                   | 29         | 19         | CI                | 4               | 5               | CC                 | 2                  | 0                  | -           | -           | -           | 35     | 24     |
| 1959-1960           | Juventus            | A                   | 34         | 23         | CI                | 3               | 3               | -                  | -                  | -                  | -           | -           | -           | 37     | 26     |
| 1960-1961           | Juventus            | A                   | 32         | 15         | CI                | 3               | 1               | CC                 | 2                  | 0                  | -           | -           | -           | 37     | 16     |
| 1961-1962           | Juventus            | A                   | 21         | 8          | CI                | 4               | 2               | CC+CM              | 6+4                | 0                  | -           | -           | -           | 35     | 10     |
| Totale Juventus     | Totale Juventus     | Totale Juventus     | 150        | 93         |                   | 18              | 12              |                    | 14                 | 0                  | -           | -           | -           | 182    | 105    |
| lug.-nov. 1962      | Leeds Utd           | SD                  | 11         | 3          | FACup+CdL         | 0               | 0               | -                  | -                  | -                  | -           | -           | -           | 11     | 3      |
| Totale Leeds Utd    | Totale Leeds Utd    | Totale Leeds Utd    | 308        | 153        |                   | 19              | 4               |                    | 0                  | 0                  |             | 0           | 0           | 327    | 157    |
| nov. 1962-1963      | Roma                | A                   | 10         | 4          | CI                | 0               | 0               | CdF                | 2                  | 1                  | -           | -           | -           | 12     | 5      |
| 1963-1964           | Cardiff City        | SD                  | 33         | 11         | FACup+CdL+CG      | 1+1+6           | ?               | -                  | -                  | -                  | -           | -           | -           | 41     | 11+    |
| 1964-1965           | Cardiff City        | SD                  | 28         | 3          | FACup+CdL+CG      | 0+6+6           | ?               | CdC                | 3                  | ?                  | -           | -           | -           | 43     | 3+     |
| 1965-1966           | Cardiff City        | SD                  | 7          | 4          | FACup+CdL+CG      | 0+3+1           | ?               | CdC                | 1                  | ?                  | -           | -           | -           | 12     | 4+     |
| Totale Cardiff City | Totale Cardiff City | Totale Cardiff City | 68         | 18         |                   | 24              | ?               |                    | 4                  | ?                  |             | 0           | 0           | 96     | 18+    |
| 1966-1967           | Hereford Utd        | SFL                 | 42         | 26         | FACup+CG          | 9               | 11              | -                  | -                  | -                  | -           | -           | -           | 51     | 37     |
| 1967-1968           | Hereford Utd        | SFL                 | ?          | ?          | FACup+CG          | ?               | ?               | -                  | -                  | -                  | -           | -           | -           | ?      | ?      |
| 1968-1969           | Hereford Utd        | SFL                 | ?          | ?          | FACup+CG          | ?               | ?               | -                  | -                  | -                  | -           | -           | -           | ?      | ?      |
| 1969-1970           | Hereford Utd        | SFL                 | ?          | ?          | FACup+CG+FATrophy | ?               | ?               | -                  | -                  | -                  | -           | -           | -           | ?      | ?      |
| 1970-1971           | Hereford Utd        | SFL                 | 24         | 10         | FACup+CG+FATrophy | 10              | 2               | -                  | -                  | -                  | -           | -           | -           | 34     | 12     |
| Totale Hereford Utd | Totale Hereford Utd | Totale Hereford Utd | 66+        | 36+        |                   | 19+             | 13+             |                    | 0                  | 0                  |             | 0           | 0           | 85+    | 49+    |
| 1971-1972           | Merthyr Tydfil      | SFL                 | ?          | ?          | ?                 | ?               | ?               | -                  | -                  | -                  | -           | -           | -           | -      | -      |
| Totale carriera     | Totale carriera     | Totale carriera     | 602+       | 304+       |                   | 80+             | 29+             |                    | 20                 | 1+                 |             | 0           | 0           | 702+   | 334+   |

### Cronologia delle presenze e reti in nazionale
| Cronologia completa delle presenze e delle reti in nazionale ― Galles | Cronologia completa delle presenze e delle reti in nazionale ― Galles | Cronologia completa delle presenze e delle reti in nazionale ― Galles | Cronologia completa delle presenze e delle reti in nazionale ― Galles | Cronologia completa delle presenze e delle reti in nazionale ― Galles | Cronologia completa delle presenze e delle reti in nazionale ― Galles | Cronologia completa delle presenze e delle reti in nazionale ― Galles | Cronologia completa delle presenze e delle reti in nazionale ― Galles |
| Data                                                                  | Città                                                                 | In casa                                                               | Risultato                                                             | Ospiti                                                                | Competizione                                                          | Reti                                                                  | Note                                                                  |
| --------------------------------------------------------------------- | --------------------------------------------------------------------- | --------------------------------------------------------------------- | --------------------------------------------------------------------- | --------------------------------------------------------------------- | --------------------------------------------------------------------- | --------------------------------------------------------------------- | --------------------------------------------------------------------- |
| 8-3-1950                                                              | Wrexham                                                               | Galles                                                                | 0 – 0                                                                 | Irlanda del Nord                                                      | Qual. Mondiali 1950                                                   | -                                                                     |                                                                       |
| 16-5-1951                                                             | Wrexham                                                               | Galles                                                                | 3 – 2                                                                 | Svizzera                                                              | Amichevole                                                            | -                                                                     |                                                                       |
| 15-4-1953                                                             | Belfast                                                               | Irlanda del Nord                                                      | 2 – 3                                                                 | Galles                                                                | Torneo Interbritannico                                                | 2                                                                     |                                                                       |
| 14-5-1953                                                             | Colombes                                                              | Francia                                                               | 6 – 1                                                                 | Galles                                                                | Amichevole                                                            | -                                                                     |                                                                       |
| 21-5-1953                                                             | Belgrado                                                              | Jugoslavia                                                            | 5 – 2                                                                 | Galles                                                                | Amichevole                                                            | -                                                                     |                                                                       |
| 10-10-1953                                                            | Cardiff                                                               | Galles                                                                | 1 – 4                                                                 | Inghilterra                                                           | Qual. Mondiali 1954                                                   | -                                                                     |                                                                       |
| 4-11-1953                                                             | Glasgow                                                               | Scozia                                                                | 3 – 3                                                                 | Galles                                                                | Qual. Mondiali 1954                                                   | 2                                                                     |                                                                       |
| 31-3-1954                                                             | Wrexham                                                               | Galles                                                                | 1 – 2                                                                 | Irlanda del Nord                                                      | Qual. Mondiali 1954                                                   | 1                                                                     |                                                                       |
| 9-5-1954                                                              | Vienna                                                                | Austria                                                               | 2 – 0                                                                 | Galles                                                                | Amichevole                                                            | -                                                                     |                                                                       |
| 22-9-1954                                                             | Cardiff                                                               | Galles                                                                | 1 – 3                                                                 | Jugoslavia                                                            | Amichevole                                                            | -                                                                     |                                                                       |
| 16-10-1954                                                            | Cardiff                                                               | Galles                                                                | 0 – 1                                                                 | Scozia                                                                | Torneo Interbritannico                                                | -                                                                     |                                                                       |
| 10-11-1954                                                            | Londra                                                                | Inghilterra                                                           | 3 – 2                                                                 | Galles                                                                | Torneo Interbritannico                                                | 2                                                                     |                                                                       |
| 20-4-1955                                                             | Belfast                                                               | Irlanda del Nord                                                      | 2 – 3                                                                 | Galles                                                                | Torneo Interbritannico                                                | 3                                                                     |                                                                       |
| 22-10-1955                                                            | Cardiff                                                               | Galles                                                                | 2 – 1                                                                 | Inghilterra                                                           | Torneo Interbritannico                                                | -                                                                     |                                                                       |
| 9-11-1955                                                             | Glasgow                                                               | Scozia                                                                | 2 – 0                                                                 | Galles                                                                | Torneo Interbritannico                                                | -                                                                     |                                                                       |
| 23-11-1955                                                            | Wrexham                                                               | Galles                                                                | 1 – 2                                                                 | Austria                                                               | Amichevole                                                            | -                                                                     |                                                                       |
| 11-4-1956                                                             | Cardiff                                                               | Galles                                                                | 1 – 1                                                                 | Irlanda del Nord                                                      | Torneo Interbritannico                                                | -                                                                     |                                                                       |
| 20-10-1956                                                            | Cardiff                                                               | Galles                                                                | 2 – 2                                                                 | Scozia                                                                | Torneo Interbritannico                                                | -                                                                     |                                                                       |
| 14-11-1956                                                            | Londra                                                                | Inghilterra                                                           | 3 – 1                                                                 | Galles                                                                | Torneo Interbritannico                                                | 1                                                                     |                                                                       |
| 10-4-1957                                                             | Belfast                                                               | Irlanda del Nord                                                      | 0 – 0                                                                 | Galles                                                                | Torneo Interbritannico                                                | -                                                                     | cap.                                                                  |
| 1-5-1957                                                              | Cardiff                                                               | Galles                                                                | 1 – 0                                                                 | Cecoslovacchia                                                        | Qual. Mondiali 1958                                                   | -                                                                     | cap.                                                                  |
| 19-5-1957                                                             | Lipsia                                                                | Germania Est                                                          | 2 – 1                                                                 | Galles                                                                | Qual. Mondiali 1958                                                   | -                                                                     | cap.                                                                  |
| 26-5-1957                                                             | Praga                                                                 | Cecoslovacchia                                                        | 2 – 0                                                                 | Galles                                                                | Qual. Mondiali 1958                                                   | -                                                                     | cap.                                                                  |
| 15-1-1958                                                             | Ramat Gan                                                             | Israele                                                               | 0 – 2                                                                 | Galles                                                                | Qual. Mondiali 1958                                                   | -                                                                     |                                                                       |
| 5-2-1958                                                              | Cardiff                                                               | Galles                                                                | 2 – 0                                                                 | Israele                                                               | Qual. Mondiali 1958                                                   | -                                                                     |                                                                       |
| 8-6-1958                                                              | Sandviken                                                             | Ungheria                                                              | 1 – 1                                                                 | Galles                                                                | Mondiali 1958 - 1º turno                                              | 1                                                                     |                                                                       |
| 11-6-1958                                                             | Solna                                                                 | Galles                                                                | 1 – 1                                                                 | Messico                                                               | Mondiali 1958 - 1º turno                                              | -                                                                     |                                                                       |
| 15-6-1958                                                             | Solna                                                                 | Svezia                                                                | 0 – 0                                                                 | Galles                                                                | Mondiali 1958 - 1º turno                                              | -                                                                     |                                                                       |
| 17-6-1958                                                             | Solna                                                                 | Ungheria                                                              | 1 – 2                                                                 | Galles                                                                | Mondiali 1958 - 1º turno (spareggio)                                  | -                                                                     |                                                                       |
| 4-11-1959                                                             | Glasgow                                                               | Scozia                                                                | 1 – 1                                                                 | Galles                                                                | Torneo Interbritannico                                                | 1                                                                     |                                                                       |
| 14-10-1961                                                            | Cardiff                                                               | Galles                                                                | 1 – 1                                                                 | Inghilterra                                                           | Torneo Interbritannico                                                | -                                                                     |                                                                       |
| 12-5-1962                                                             | Rio de Janeiro                                                        | Brasile                                                               | 3 – 1                                                                 | Galles                                                                | Amichevole                                                            | -                                                                     |                                                                       |
| 16-5-1962                                                             | San Paolo                                                             | Brasile                                                               | 3 – 1                                                                 | Galles                                                                | Amichevole                                                            | -                                                                     |                                                                       |
| 22-5-1962                                                             | Città del Messico                                                     | Messico                                                               | 2 – 1                                                                 | Galles                                                                | Amichevole                                                            | 1                                                                     |                                                                       |
| 20-10-1962                                                            | Cardiff                                                               | Galles                                                                | 2 – 3                                                                 | Scozia                                                                | Torneo Interbritannico                                                | 1                                                                     | cap.                                                                  |
| 20-11-1963                                                            | Glasgow                                                               | Scozia                                                                | 2 – 1                                                                 | Galles                                                                | Torneo Interbritannico                                                | -                                                                     |                                                                       |
| 3-10-1964                                                             | Cardiff                                                               | Galles                                                                | 3 – 2                                                                 | Scozia                                                                | Torneo Interbritannico                                                | -                                                                     |                                                                       |
| 30-5-1965                                                             | Mosca                                                                 | Unione Sovietica                                                      | 2 – 1                                                                 | Galles                                                                | Qual. Mondiali 1966                                                   | -                                                                     |                                                                       |
| Totale                                                                |                                                                       | Presenze                                                              | 38                                                                    |                                                                       | Reti (10º posto)                                                      | 15                                                                    |                                                                       |

## Palmarès

### Giocatore

#### Club
- Campionato italiano: 3

Juventus: 1957-1958, 1959-1960, 1960-1961
- Coppa Italia: 2

Juventus: 1958-1959, 1959-1960
- Coppa del Galles: 2

Cardiff City: 1963-1964, 1964-1965

#### Individuale
- Capocannoniere della Serie A: 1

1957-1958 (28 gol)
- Inserito nel Hall of Fame dello sport gallese

1993
- Football League 100 Legends

1998
- Inserito nella Hall of Fame del calcio inglese

2002
- Nominato UEFA Golden Player per il FAW

2004

## Musica
John Charles ebbe una breve carriera da cantante in Italia attorno al 1960, incidendo per l'etichetta Cetra cover dei classici La fine (The End), Non dimenticar, Love in Portofino, Sixteen Tons.